# Charles Compton (1er marquis de Northampton)
Charles Compton, 1er marquis de Northampton (24 mars 1760 - 24 mai 1828), titré Lord Compton de 1763 à 1796 et 9e comte de Northampton de 1796 à 1812, est un pair et un homme politique britannique.

## Biographie
Il est le fils de Spencer Compton (8e comte de Northampton) et de son épouse Jane Lawton. Il fait ses études à Westminster School Ealing School et Trinity College, Cambridge (1776-1779).
Le 18 février 1793, il est nommé sous-lieutenant du Northamptonshire par son père. Il est élu à la Chambre des communes pour Northampton en 1784, poste qu'il occupe jusqu'au 7 avril 1796, date à laquelle il succède à son père au comté et entre à la Chambre des lords. Son cousin Spencer Perceval, plus tard Premier ministre, le remplace en tant que député de Northampton. Il sert également en tant que Lord Lieutenant du Northamptonshire. En 1812, il est créé baron Wilmington, de Wilmington dans le comté de Sussex, comte Compton, de Compton dans le comté de Warwick et marquis de Northampton.
Il épouse Maria, fille de Joshua Smith d'Erlestoke, dans le Wiltshire, le 18 août 1787. Il meurt à Dresde en mai 1828, à l'âge de 68 ans. Il est inhumé à Castle Ashby, l'un des sièges de la famille. Son fils Spencer Compton (2e marquis de Northampton) lui succède dans ses titres. Lady Northampton est décédée en 1843.